# 1613 Smiley
1613 Smiley eller 1950 SD är en asteroid i huvudbältet, som upptäcktes den 16 september 1950 av den belgiske astronomen Sylvain Arend i Uccle. Den har fått sitt namn efter den amerikanske astronomen Charles Hugh Smiley.
Asteroiden har en diameter på ungefär 18 kilometer och den tillhör asteroidgruppen Chloris.